# Andrij Martyniuk
Andrij Martyniuk (ur. 23 września 1990) – ukraiński lekkoatleta specjalizujący się w rzucie młotem.
Brązowy medalista gimnazjady (2006). W 2007 został w Ostrawie mistrzem świata juniorów młodszych. Rok później był dziewiąty na mistrzostwach świata juniorów, a w 2009 wywalczył złoto juniorskiego czempionatu Starego Kontynentu. Stawał na podium mistrzostw Ukrainy oraz reprezentował kraj w pucharze Europy w rzutach i meczach międzypaństwowych.
Rekord życiowy: 77,70 (14 czerwca 2012, Jałta). Martyniuk jest posiadaczem rekordu Ukrainy juniorów w rzucie młotem o wadze 6 kilogramów – 80,67 (23 czerwca 2009, Donieck).

## Osiągnięcia
| Rok  | Impreza                               | Miejsce    | Pozycja              | Wynik |
| ---- | ------------------------------------- | ---------- | -------------------- | ----- |
| 2006 | Gimnazjada                            | Saloniki   | 3. miejsce           | 69,28 |
| 2007 | Mistrzostwa świata juniorów młodszych | Ostrawa    | 1. miejsce           | 76,09 |
| 2008 | Mistrzostwa świata juniorów           | Bydgoszcz  | 9. miejsce           | 72,26 |
| 2009 | Mistrzostwa Europy juniorów           | Nowy Sad   | 1. miejsce           | 79,54 |
| 2010 | Zimowy puchar Europy w rzutach        | Arles      | 2. miejsce           | 70,54 |
| 2011 | Zimowy puchar Europy w rzutach        | Sofia      | 3. miejsce           | 71,10 |
| 2011 | Młodzieżowe mistrzostwa Europy        | Ostrawa    | 7. miejsce           | 71,47 |
| 2012 | Zimowy puchar Europy w rzutach        | Bar        | 2. miejsce           | 71,37 |
| 2012 | Mistrzostwa Europy                    | Helsinki   | el. – 19. miejsce    | 71,69 |
| 2016 | Puchar Europy w rzutach               | Arad       | 1. miejsce grupa B   | 69,77 |
| 2016 | Mistrzostwa Europy                    | Amsterdam  | el. – 13. miejsce    | 72,37 |
| 2017 | Puchar Europy w rzutach               | Las Palmas | 1. miejsce (grupa B) | 70,46 |